# Barbacenia sellowii
Barbacenia sellowii är en enhjärtbladig växtart som beskrevs av Goethart och Johannes Jan Theodoor Henrard. Barbacenia sellowii ingår i släktet Barbacenia och familjen Velloziaceae. Inga underarter finns listade.